# عامل نمو الأعصاب
عامل نمو الأعصاب هو أحد عوامل التغذية العصبية والببتيدات العصبية المسؤولة بشكل أساسي عن تنظيم نمو مجموعات محددة من العصبونات المستهدفة والحفاظ عليها، وتكاثرها وبقائها. يمثل على الأرجح أحد الأنماط الأولية من عوامل النمو، إذ كان من أوائل هذه العوامل الموصوفة. منذ عزله لأول مرة من قبل الحائزين على جائزة نوبل ريتا ليفي مونتالشيني وستانلي كوهين في عام 1956، أمكن إيجاد العديد من العمليات الحيوية المتنوعة المرتبطة بعامل نمو الأعصاب، بما في ذلك بقاء خلايا بيتا البنكرياسية وتنظيم جهاز المناعة.

## الوظيفة
كما يشير اسمه، يلعب عامل نمو الأعصاب دورًا في نمو الخلايا العصبية (العصبونات)، بالإضافة إلى الحفاظ عليها، وتكاثرها وبقائها. في الحقيقة، يُعد عامل نمو الأعصاب ضروريًا للغاية من أجل بقاء العصبونات الحسية والودية وحمايتها، إذ تخضع هذه العصبونات لعملية الاستماتة في غياب عامل نمو الأعصاب. مع ذلك، أشارت العديد من الدراسات الحديثة إلى وجود دور إضافي لعامل نمو الأعصاب في المسارات الكامنة خلف تنظيم دورة حياة العصبونات.

### التكاثر العصبي
يحرض عامل نمو الأعصاب التعبير عن بعض الجينات مثل «بي سي إل – 2» من خلال ارتباطه مع تروبوميوزين مستقبل الكيناز إيه، الذي يلعب دورًا في تحفيز تكاثر العصبون الهدف وبقائه.
يؤدي الارتباط عالي الألفة بين طليعة عامل نمو الأعصاب، والسورتيلين و«بّي 75 إن تي آر» إلى إحدى النتيجتين، بقاء العصبون أو تعرضه لموت الخلية المبرمج. أشارت نتائج الدراسات إلى موت العصبونات العقدية العنقية العلوية المسؤولة عن التعبير عن كل من «بّي 75 إن تي آر» و«تي آر كيه إيه» عند معالجتها بطليعة عامل نمو الأعصاب، بينما تؤدي معالجة العصبونات نفسها باستخدام عامل نمو الأعصاب في بقائها ونمو المحوار العصبي. يتوسط ارتباط البروتين المحول مع نطاق الموت الخاص بذيل «بّي 75 إن تي آر» السيتوبلاسمي آليات البقاء و«بّي سي دي». يحدث البقاء بدوره عند تسهل بروتينات المحول السيتوبلاسمي نقل الإشارات من خلال أعضاء مستقبل عامل النخر الورمي بما في ذلك «تي آر إيه إف 6»، ما يؤدي إلى تحرير منشط نسخ العامل النووي «كيه بي» (إن إف – كيه بي). يعمل «إن إف – كيه بي» على تنظيم نسخ الجين النووي بهدف تعزيز بقاء الخلية. في المقابل، يحدث موت الخلية المبرمج عند عمل كل من «بّي 75 إن تي آر» وعامل تفاعل مستقبل المغذي العصبي (إن آر آي إف) من أجل تنشيط «سي – جيه يو إن – إن الكيناز النهائي» (جيه إن كيه)؛ الذي يؤدي إلى فسفرة «سي – جيه يو إن». يساهم عامل النسخ المنشط «سي – جيه يو إن» في تنظيم النسخ النووي بواسطة «إيه بّي – 1» من أجل زيادة نسخ الجين المحرض للاستماتة.